# Alta velocidad ferroviaria en Turquía

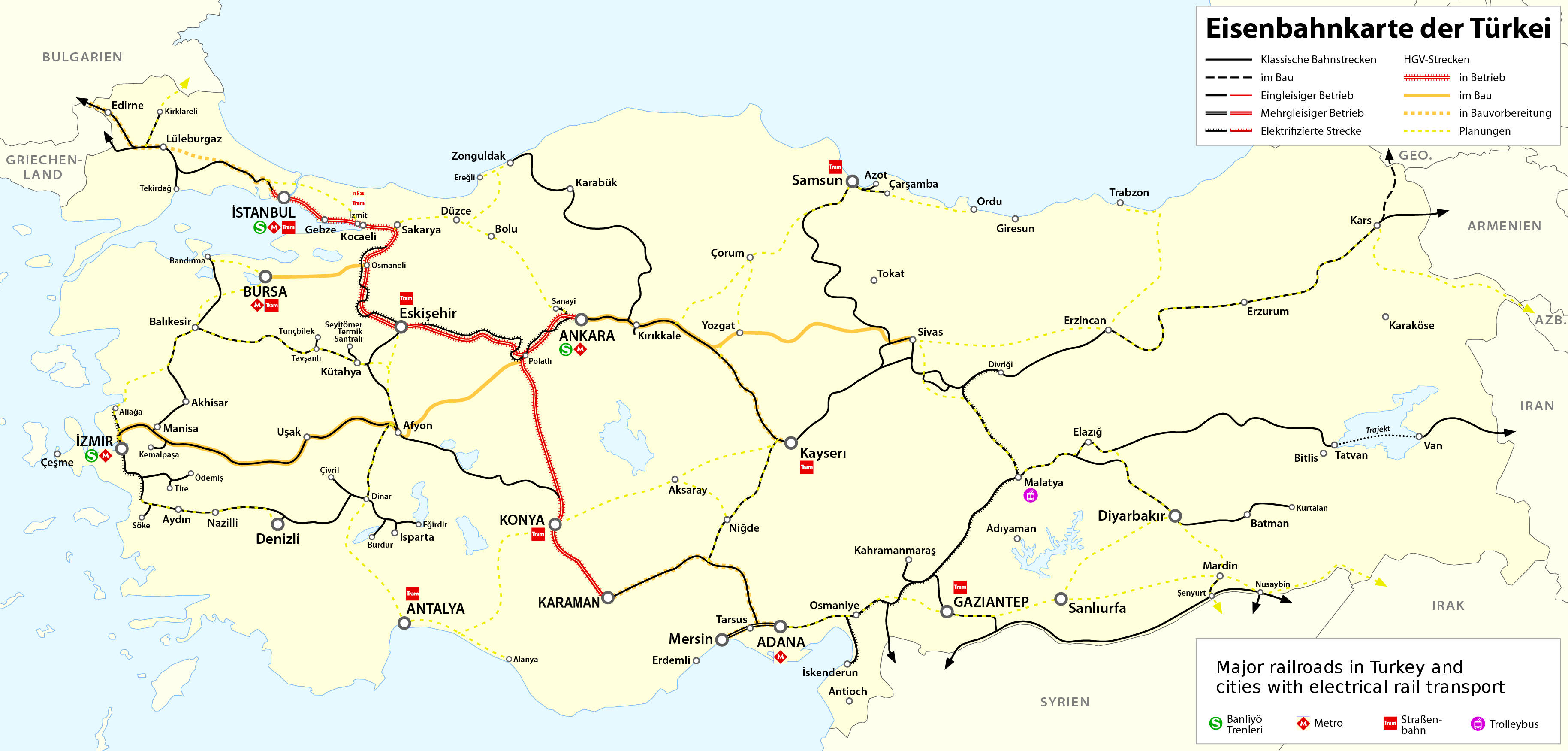
Red ferroviaria de alta velocidad en Turquía

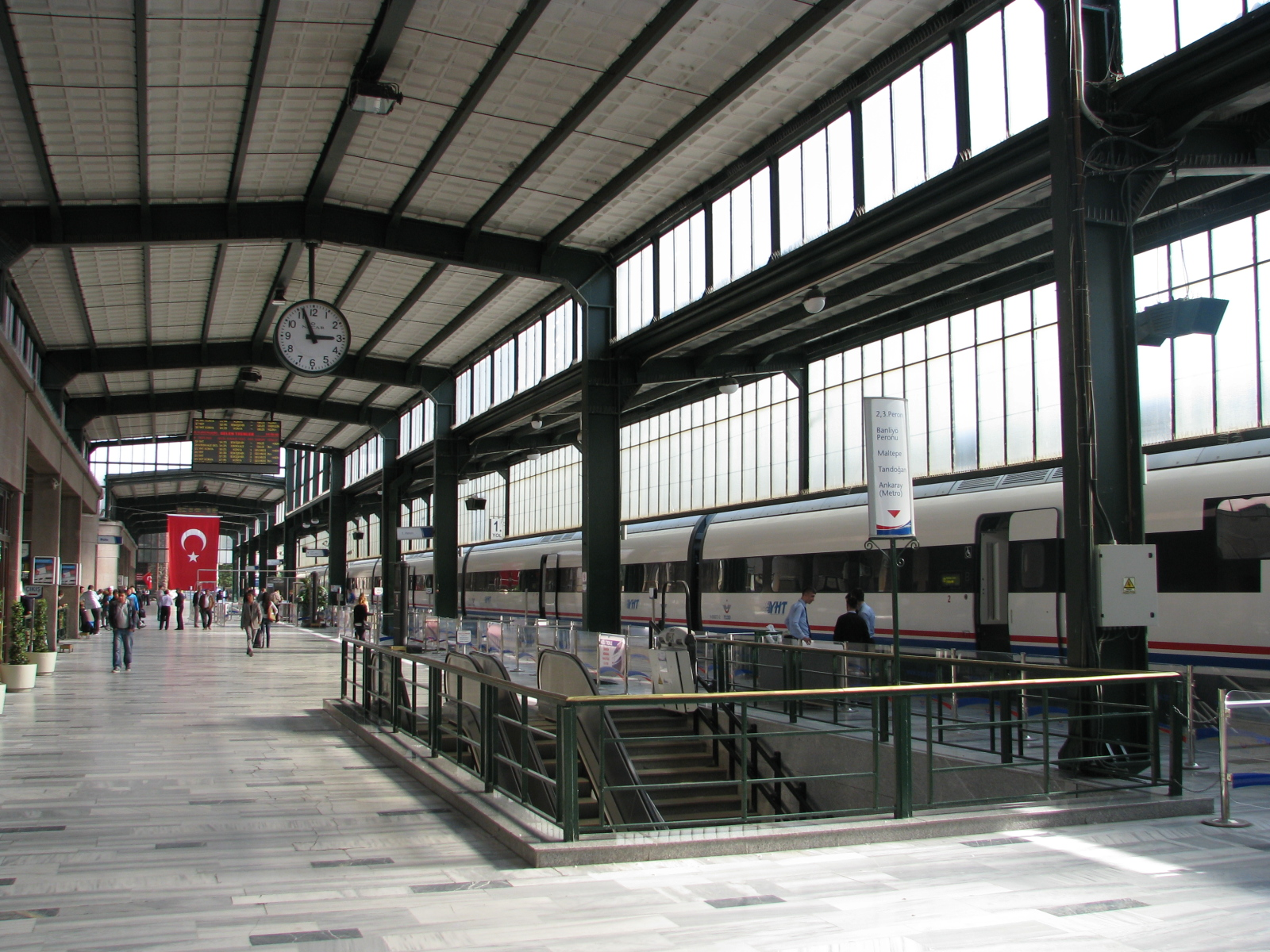
Ankara Gar, Estación Central de Ankara

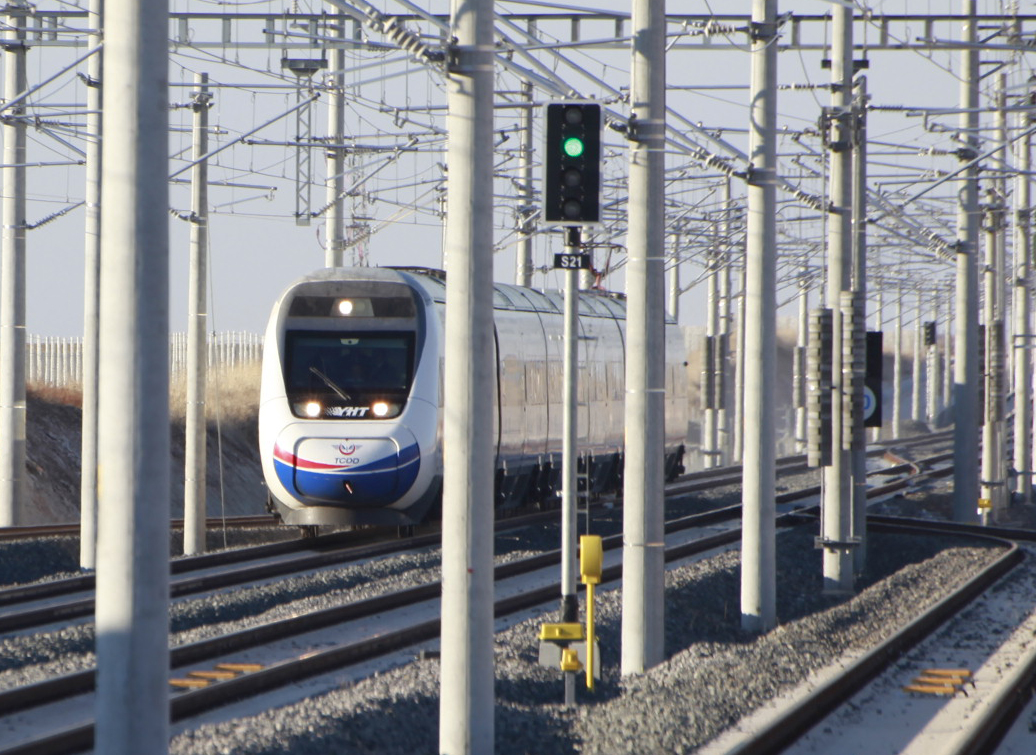
Modelo CAF TCDD HT65000.

El tren de alta velocidad (oficialmente en turco: 'Yüksek Hızlı Tren' o YHT) 
corresponde al programa de líneas de alta velocidad operadas por la compañía de Ferrocarriles Estatales de Turquía. Se compone en la actualidad de varios corredores principales de alta velocidad además de otras líneas en construcción o en proyecto. 
La alta velocidad en Turquía comenzó en 2003 con la construcción de una primera línea entre Ankara y Eskisehir que fue inaugurada en 2009. Acto seguido, una segunda línea entre Ankara y Konya fue inaugurada. A partir de Eskisehir, una extensión fue realizada hasta Estambul en 2015 para conectar las dos mayores ciudades turcas que distan 533 km entre sí. Las estaciones de Gebze y Hatalı están conectadas por medio del túnel Marmaray que comunica los lados asiático y europeo de Estambul bajo el Estrecho del Bósforo.
La construcción de 3 líneas adicionales permitirá conectar otras ciudades importantes como Esmirna, Bursa y Sivas. El proyecto forma parte de un ambicioso plan de interconexión propiciado por el Ministerio de Transportes y Comunicaciones de Turquía a fin de completar una red de 1500 km de longitud en 2013 y un total de 10000 km en 2023.

## Material rodante
- TCDD HT65000 es una serie de doce unidades múltiples eléctricas de alta velocidad construidas por Construcciones y Auxiliar de Ferrocarriles (CAF) de España para los Ferrocarriles del Estado de Turquía (TCDD). Las EMU se utilizan en las líneas Ankara-Estambul e Estambul-Konya y pueden alcanzar una velocidad comercial máxima de 250 km / h.

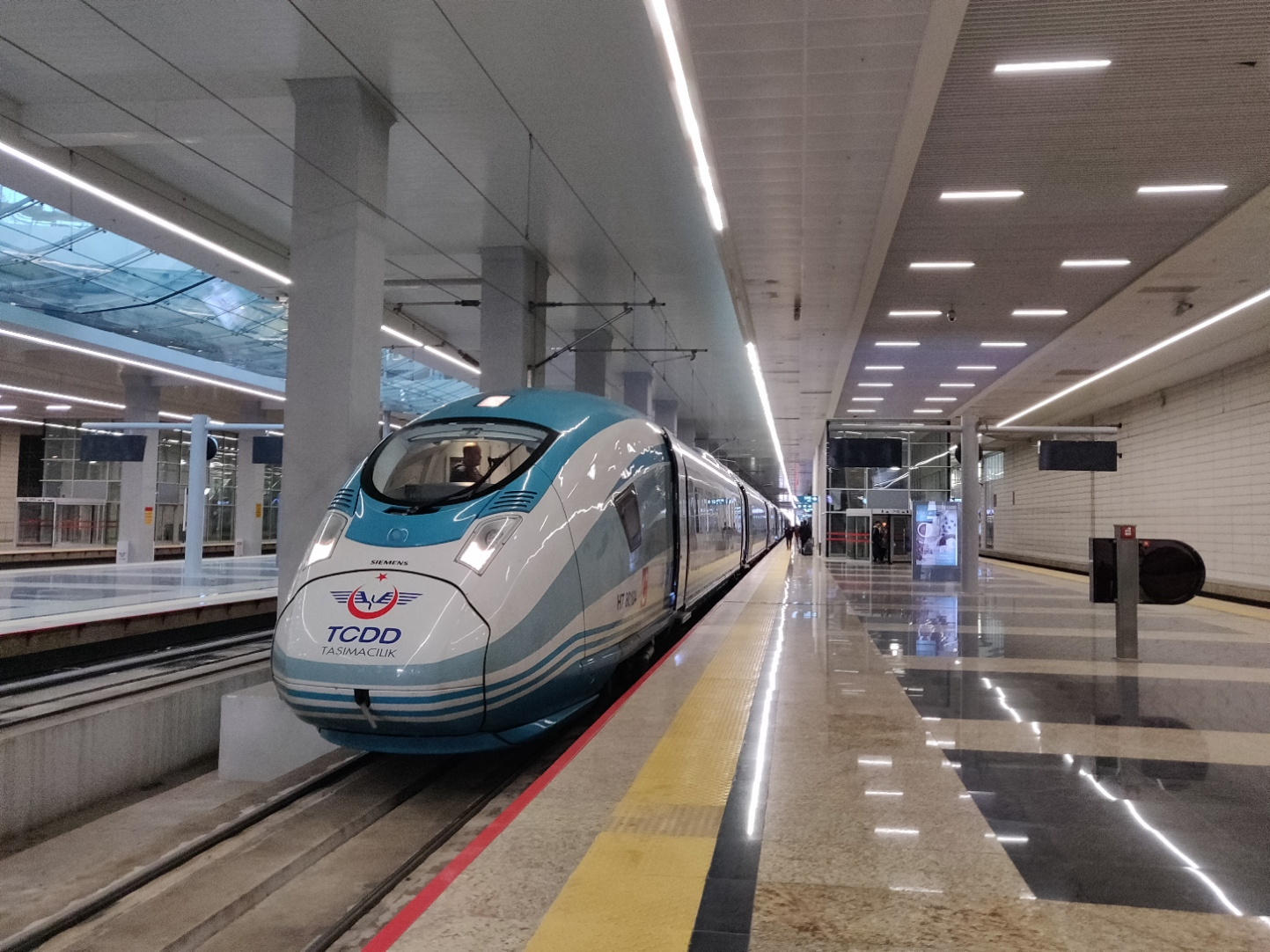
Modelo Siemens TCDD HT80000 en la Estación de Ankara.

- Modelo Siemens TCDD HT80000 en la Estación de Ankara.TCDD HT80000 es una serie de unidades múltiples eléctricas de alta velocidad construidas por Siemens para los ferrocarriles estatales turcos. Las EMU se utilizan para los servicios de Yüksek Hızlı Train (YHT) en las rutas Ankara-Konya y Ankara-Eskişehir. Pueden alcanzar una velocidad máxima de 300 km / h.